# 河野通有 (伴右衛門)
河野 通有（こうの みちあり）は、江戸時代の武将。徳川家家臣。八王子千人同心9人の千人頭の一家。

## 略歴
河野高嘉の6男として生まれる。初め河野通定（大目付を務めた河野通定とは同名の別人）の養子となるが、兄河野通堅の子が亡くなり嗣子が無かったため家に戻ってその養子に入り、後を継いで八王子千人同心千人頭となる。

## その他
鎌倉時代の武将に同姓同名がいる。